# Źródła Królewskie
Źródła Królewskie, česky Královské prameny nebo Královská zřídla, se nacházejí jihovýchodně od vesnice Żeromin ve gmině Tuszyn v okrese Lodž východ v Lodžském vojvodství v Polsku.

## Další informace
Źródła Królewskie jsou známé svými léčivými vlastnostmi již od středověku. V místě se nachází 12 pramenů minerální vody. Názvy pramenů poukazují na silnou polskou náboženskou a vlasteneckou tradici. U pramenů je postavena skalní jeskyně zasvěcená Matce Boží. Podle místní legendy zde během lovu nechal napájet své koně polský král Vladislav II. Jagello (polsky Władysław II Jagiełło). O půvabech tohoto místa psala také polská spisovatelka Maria Rodziewiczówna, která v okolí částo pobývala.